# タレンティドガール
タレンティドガールは日本の競走馬および繁殖牝馬。

## 競走馬時代
4歳1月にデビュー、3戦目で勝ちあがった。このときの騎手はマックスビューティの手綱を取ることになる田原成貴であった。続く初の芝レースでもメジロライアンの姉であるメジロフルマーを振り切って2勝目をあげた。しかし次走のフラワーカップで11着に惨敗、詰まったローテーションもあり目標をオークスに絞った。そしてオークスでは、圧倒的1番人気に応え勝利したマックスビューティの3着に食い込むが、当時は注目を集めなかった。
北海道の条件戦を勝利するも、エリザベス女王杯（当時は〈旧〉4歳牝馬のみが出走でき、古牝馬には開放されていなかった）の前哨戦であったクイーンステークスで3着に敗れたタレンティドガールは4番人気だった（1番人気はマックスビューティ）。レースでは直線で先頭に立ったマックスビューティを、外から差し切り重賞初制覇をGI優勝で飾った。
その名の由来は馬主の夭折した娘にちなみ「才媛」と言う意味でタレンティドガールと名付けられており、このエリザベス女王杯の日がちょうど13回忌だったという。また兄ニッポーテイオーも天皇賞・秋とマイルチャンピオンシップを勝っており、1ヶ月で兄妹あわせてGI3勝という記録を達成している。
その後有馬記念と中山牝馬ステークスに敗れ引退した。

## 競走成績
以下の内容は、netkeiba.comおよびJBISサーチに基づく。
| 年月日     | 競馬場 | 競走名           | 格   | 距離（馬場）  | 頭 数 | 枠 番 | 馬 番 | オッズ（人気） | 着順 | タイム （上り3F/4F） | 着差 | 騎手     | 斤量（kg） | 勝ち馬/（2着馬）       |
| ---------- | ------ | ---------------- | ---- | ------------- | ----- | ----- | ----- | -------------- | ---- | -------------------- | ---- | -------- | ---------- | ---------------------- |
| 1987.01.05 | 中山   | 4歳新馬          |      | ダ1200m（稍） | 16    | 5     | 9     | 06.1（2人）    | 2着  | 1:13.8 (39.1)        | -0.1 | 菅原泰夫 | 53         | ビィクトリヤマリン     |
| 0000.01.24 | 中山   | 4歳新馬          |      | ダ1200m（重） | 10    | 5     | 5     | 05.1（2人）    | 2着  | 1:12.8 (37.5)        | -0.6 | 菅原泰夫 | 53         | セントエイト           |
| 0000.02.15 | 東京   | 4歳未勝利        |      | ダ1400m（良） | 10    | 6     | 6     | 02.0（1人）    | 1着  | 1:28.3 (50.6)        | -0.2 | 田原成貴 | 53         | （ダイナエミー）       |
| 0000.03.07 | 中山   | 桃花賞           | 400  | 芝1600m（良） | 14    | 1     | 1     | 19.7（5人）    | 1着  | 1:36.2 (36.5)        | -0.3 | 蛯沢誠治 | 53         | （メジロフルマー）     |
| 0000.03.21 | 中山   | フラワーC        | GIII | 芝1800m（稍） | 14    | 1     | 1     | 07.7（4人）    | 11着 | 1:51.6 (37.4)        | -1.0 | 蛯沢誠治 | 53         | ハセベルテックス       |
| 0000.05.24 | 東京   | 優駿牝馬         | GI   | 芝2400m（重） | 24    | 4     | 11    | 35.1（11人）   | 3着  | 2:31.3 (49.1)        | -0.4 | 蛯沢誠治 | 55         | マックスビューティ     |
| 0000.08.23 | 函館   | 漁火特別         | 900  | 芝1800m（良） | 11    | 4     | 4     | 03.2（1人）    | 1着  | 1:48.8(00.0)         | -0.7 | 安田富男 | 53         | （ムラノサチエル）     |
| 0000.10.07 | 中山   | クイーンS        | GIII | 芝2000m（良） | 10    | 6     | 6     | 02.5（1人）    | 3着  | 2:02.2 (35.5)        | -0.3 | 蛯沢誠治 | 54         | ストロングレディー     |
| 0000.11.15 | 京都   | エリザベス女王杯 | GI   | 芝2400m（良） | 20    | 3     | 6     | 12.3（4人）    | 1着  | 2:29.3 (47.6)        | -0.3 | 蛯沢誠治 | 55         | （マックスビューティ） |
| 0000.12.27 | 中山   | 有馬記念         | GI   | 芝2500m（良） | 16    | 8     | 15    | 15.9（8人）    | 12着 | 2:35.9 (37.5)        | -2.0 | 蛯沢誠治 | 53         | メジロデュレン         |
| 1988.02.28 | 東京   | 中山牝馬S        | GIII | 芝1800m（良） | 8     | 7     | 7     | 03.1（2人）    | 5着  | 1:48.1 (48.8)        | -0.9 | 安田富男 | 56         | ソウシンホウジュ       |

## 繁殖牝馬時代
生まれ故郷の千代田牧場で繁殖入りした。ライバルであるマックスビューティ同様ヨーロッパに渡りナシュワンやソヴィエトスターと交配されるなど期待されたが不受胎が多く、自身の産駒ではセントライト記念とアルゼンチン共和国杯でともに3着に入ったシンコウシングラーが出世頭であった。一方、孫世代以降の産駒での重賞勝ち馬としては、孫（ライジングサンデーの子）にエーシンホワイティ（ファルコンステークス、新潟ジャンプステークス）、曾孫（エミネントガールの孫）にドリームセーリング（京都ジャンプステークス）、ホエールキャプチャ（ヴィクトリアマイル）、パクスアメリカーナ（京都金杯）がいる。
2008年11月13日に老衰のため安楽死の措置がとられ、24歳で死亡した。

### 産駒一覧
|       | 生年   | 馬名               | 性 | 毛色   | 父                 | 馬主               | 管理調教師                   | 戦績                      | 主な勝利競走 | 供用         | 出典   |
| ----- | ------ | ------------------ | -- | ------ | ------------------ | ------------------ | ---------------------------- | ------------------------- | ------------ | ------------ | ------ |
| 初仔  | 1990年 | アカトンボドリーム | 牝 | 鹿毛   | ミスターシービー   | 飯田政子           | 美浦・栗田博憲               | （不出走）                |              | （繁殖牝馬） | [ 7 ]  |
| 2番仔 | 1992年 | エミネントガール   | 牝 | 栗毛   | Nashwan            | 飯田政子           | 美浦・栗田博憲               | 2戦0勝                    |              | （繁殖牝馬） | [ 8 ]  |
| 3番仔 | 1993年 | テリフィック       | 牡 | 鹿毛   | ソヴィエトスター   | 臼田浩義           | 美浦・高橋祥泰               | 17戦3勝                   |              |              | [ 9 ]  |
| 4番仔 | 1995年 | シンコウシングラー | 牡 | 鹿毛   | サンデーサイレンス | 安田修 →飯田政子   | 美浦・栗田博憲               | 38戦5勝                   |              |              | [ 10 ] |
| 5番仔 | 1996年 | ウィンヒストリー   | 牝 | 鹿毛   | ダンシングブレーヴ | 飯田政子           | 美浦・栗田博憲               | 5戦1勝                    |              | （繁殖牝馬） | [ 11 ] |
| 6番仔 | 1998年 | ライジングサンデー | 牝 | 鹿毛   | サンデーサイレンス | 飯田政子           | 美浦・栗田博憲               | 5戦1勝                    |              | （繁殖牝馬） | [ 12 ] |
| 7番仔 | 2000年 | ナチュラルグレイス | 牝 | 栗毛   | タイキシャトル     | 飯田政子 →飯田正剛 | 美浦・相沢郁 →西脇・田中範雄 | 14戦0勝（うち地方3戦0勝） |              | （繁殖牝馬） | [ 13 ] |
| 8番仔 | 2004年 | ストロングランディ | 牡 | 栗毛   | マリエンバード     | 村木篤             | 美浦・増沢末夫               | 1戦0勝                    |              |              | [ 14 ] |
| 9番仔 | 2006年 | エンドレスガール   | 牝 | 青鹿毛 | プリサイスエンド   | 飯田政子           | 美浦・栗田博憲               | （不出走）                |              | （繁殖牝馬） | [ 15 ] |

## 血統表
| タレンティドガールの血統      | タレンティドガールの血統                 | タレンティドガールの血統         | （血統表の出典）                 | （血統表の出典） |
| 父系                          | ブレニム系（ブランドフォード系）         | ブレニム系（ブランドフォード系） | ブレニム系（ブランドフォード系） | [ § 2 ]          |
| 父 *リマンド Remand 1965 栗毛 | 父の父Alcide 1955 鹿毛                   | Alycidon                         | Donatello                        | Donatello        |
| 父 *リマンド Remand 1965 栗毛 | 父の父Alcide 1955 鹿毛                   | Alycidon                         | Aurora                           |                  |
| 父 *リマンド Remand 1965 栗毛 | 父の父Alcide 1955 鹿毛                   | Chenille                         | King Salmon                      | King Salmon      |
| 父 *リマンド Remand 1965 栗毛 | 父の父Alcide 1955 鹿毛                   | Chenille                         | Sweet Aloe                       |                  |
| 父 *リマンド Remand 1965 栗毛 | 父の母Admonish 1958 芦毛                 | Palestine                        | Fair Trial                       | Fair Trial       |
| 父 *リマンド Remand 1965 栗毛 | 父の母Admonish 1958 芦毛                 | Palestine                        | Una                              |                  |
| 父 *リマンド Remand 1965 栗毛 | 父の母Admonish 1958 芦毛                 | Warning                          | Chanteur                         | Chanteur         |
| 父 *リマンド Remand 1965 栗毛 | 父の母Admonish 1958 芦毛                 | Warning                          | Vertencia                        |                  |
| 母 チヨダマサコ 1977 鹿毛     | 母の父*ラバージョン Lover John 1971 栗毛 | Damascus                         | Sword Dancer                     | Sword Dancer     |
| 母 チヨダマサコ 1977 鹿毛     | 母の父*ラバージョン Lover John 1971 栗毛 | Damascus                         | Kerala                           |                  |
| 母 チヨダマサコ 1977 鹿毛     | 母の父*ラバージョン Lover John 1971 栗毛 | Evening Primrose                 | Nashua                           | Nashua           |
| 母 チヨダマサコ 1977 鹿毛     | 母の父*ラバージョン Lover John 1971 栗毛 | Evening Primrose                 | Blue Grotto                      |                  |
| 母 チヨダマサコ 1977 鹿毛     | 母の母ミスオーハヤブサ 1973 鹿毛         | *パーソロン Partholon            | Milesian                         | Milesian         |
| 母 チヨダマサコ 1977 鹿毛     | 母の母ミスオーハヤブサ 1973 鹿毛         | *パーソロン Partholon            | Paleo                            |                  |
| 母 チヨダマサコ 1977 鹿毛     | 母の母ミスオーハヤブサ 1973 鹿毛         | ワールドハヤブサ                 | *ダイハード                      | *ダイハード      |
| 母 チヨダマサコ 1977 鹿毛     | 母の母ミスオーハヤブサ 1973 鹿毛         | ワールドハヤブサ                 | オーハヤブサ                     |                  |
| 母系(F-No.)                   | ワールドハヤブサ系(FN:12)                | ワールドハヤブサ系(FN:12)        | ワールドハヤブサ系(FN:12)        | [ § 3 ]          |
| 5代内の近親交配               | My Babu 5･5=6.25% (母内)                 | My Babu 5･5=6.25% (母内)         | My Babu 5･5=6.25% (母内)         | [ § 4 ]          |
| 出典                          | 1. 2. 3. 4.                              | 1. 2. 3. 4.                      | 1. 2. 3. 4.                      | 1. 2. 3. 4.      |

- 半兄にニッポーテイオー、近親にダイワテキサス（母チヨダマサコの半妹カイムラサキの孫）、ミヤビペルセウス（半姉スリードーターの仔）[17].。